# Musée d'art et d'histoire (Ginevra)
Il Musée d'art et d'histoire di Ginevra (MAH) è uno dei tre maggiori musei della Svizzera e l'unico a possedere una così ampia varietà di collezioni: in particolare l'archeologia, le belle arti e le arti applicate. Nacque nel 1910 dall'unione di alcuni musei cittadini e dalle donazioni di collezionisti, fondazioni e cittadini. Il museo è pieno di grandi opere, ne conta più di 650 000, su un'area espositiva di circa 7000 m2. Sono presenti dipinti, sculture, stampe, oggetti storici e archeologici, testimonianze che rivelano i vari aspetti dell'evoluzione dell'arte e della vita quotidiana nei millenni.

## L'edificio
Il museo si trova nel centro cittadino, nei pressi dell'antica cinta di fortificazioni. Fu progettato dall'architetto svizzero Marc Camoletti tra il 1903 e il 1910. A volerlo fortemente e a finanziarlo fu il banchiere Charles Galland (1816–1901). L'edificio è a base quadrata con lati esterni di 60 m, con un cortile interno. Dispone di quattro piani con uno spazio espositivo totale di 7.000 m2.
La facciata è decorata con sculture di Paul Amlehn: un'allegoria delle arti (pittura, scultura disegno e architettura) orna il frontone e mentre agli angoli della facciata principale si trovano altre due sculture allegoriche raffiguranti l'archeologia e le arti applicate.
Sul fregio nella parte superiore dell'edificio compaiono i nomi dei maggiori artisti di Ginevra: Jean Dassier, Auguste Baud-Bovy, Jean-Pierre Saint-Ours, Jacques-Laurent Agasse, Rodolphe Töpffer, Jean-Étienne Liotard, Alexandre Calame, François Diday, Barthélemy Menn, Jean Petitot, Jacques-Antoine Arlaud e James Pradier.

## La storia del museo
L'idea di istituire un museo a Ginevra risale al 1826, anno in cui avvenne il primo concorso pubblico volto a riunire nello stesso edificio le collezioni d'arte e di storia. In quegli anni venne fondato il Musée des Beaux-Arts, presente ancora oggi sotto il nome di Musée Rath. Antecedente invece era il Musée Académique, fondato nel 1818, che esibiva collezioni di storia naturale e archeologia. Nel 1851 la città di Ginevra acquistò il Musée des Beaux-Arts, a cui venne ad aggiungersi la raccolta di armi e oggetti storici del 1870. Nella seconda metà del XIX secolo vennero ampliate numerose collezioni grazie a donazioni, e furono aggiunte nuove sale espositive.
Nel 1897 fu fondata la Société auxiliaire du Musée: la società aveva l'obiettivo di rafforzare le collezioni esistenti, soddisfare l'appetito di conoscenza, promuovere la creazione artigianale ed industriale, rinnovare il gusto per l'arte, promuovendo il sentimento nazionale e l'evocazione del passato per infondere nei cittadini l'orgoglio di appartenere alla città. L'8 settembre 1900, il Consiglio di amministrazione apre il secondo "concorso per la costruzione di un museo centrale". Vennero ricevuti 43 progetti, la giuria ne selezionò 5 per la fase successiva. Il progetto vincente, "Casque 1602" di Marc Camoletti (1857-1940), venne finanziato in gran parte dal generoso lascito del banchiere Charles Galland (1816-1901). Il 18 aprile 1902, il Consiglio comunale aggiunse una somma di tre milioni di franchi al progetto. Il 17 settembre 1904 avvenne la cerimonia della posa della prima pietra. Nel mese di giugno 1907, il lavoro principale era completato, portato a conclusione il 3 dicembre 1909: infine il Museo venne inaugurato il 15 ottobre 1910.
Attualmente il Musée d'Art et d'Histoire dirige una società a capo di tutti i musei d'arte e storici della città di Ginevra: il Cabinet des Estampes (grafica), il Musée Ariana (porcellana), il Musée Rath (mostre speciali), la Maison Tavel (storia di Ginevra) e il Musée de l'Horlogerie et de l'Émaillerie (orologi e smalti). Il gruppo comprende anche uno studio di restauro d'arte, laboratori di ricerca e una biblioteca d'arte e archeologia con più di 400.000 libri.

## Le collezioni presenti

### Archeologia
Grazie alla generosità della città di Ginevra, il museo ospita statue, sarcofagi, rilievi, iscrizioni, ceramiche, oggetti di vita quotidiana risalenti a un intervallo temporale di vari millenni. La sezione dedicata all'archeologia mostra reperti dell'epoca preistorica, dell'antico Egitto (è presente una mummia del IX secolo a.C.), dell'antica cultura Kerma del Sudan, del vicino Oriente, l'antica Grecia, dell'epoca Romana, compresa la maggiore collezione numismatica della Svizzera (più di 100.000 monete e medaglie).

### Belle arti

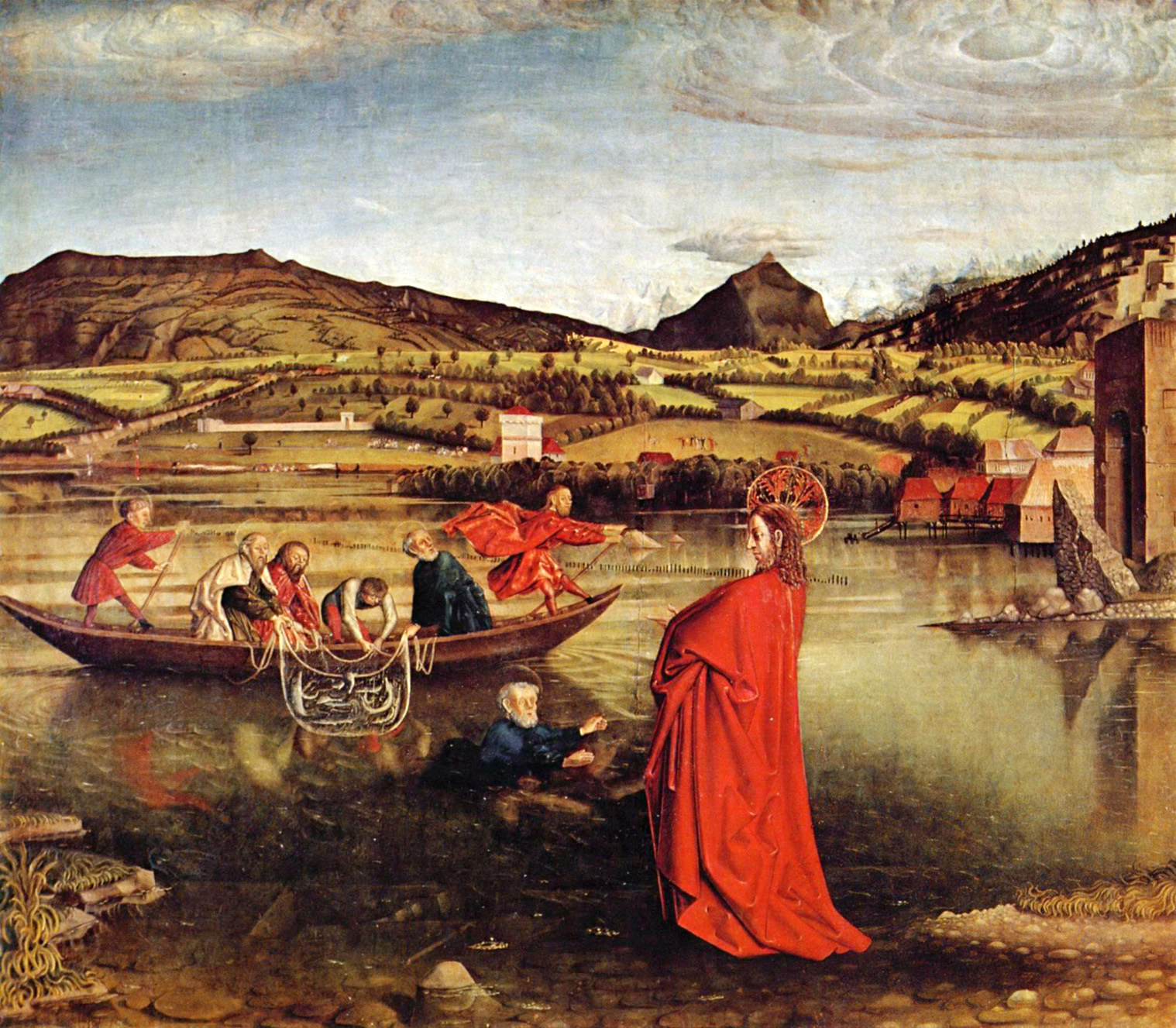
La pala d'altare di Konrad Witz, creata nel 1444 per la Cattedrale di Ginevra

Il Musée d'art et d'histoire di Ginevra ospita una delle principali collezioni di belle arti della Svizzera, grazie alle continue generose donazioni e acquisizioni. Oltre alle collezioni relative all'arte regionale, si sono ampliate quelle sull'arte antica, moderna e contemporanea.
La collezione spazia dal Medioevo fino al XX secolo, con opere di artisti italiani, olandesi, francesi, inglesi, tedeschi e svizzeri. Il museo offre la possibilità di ammirare diversi momenti chiave nella pittura occidentale, tra cui il Manierismo e l'Impressionismo, con artisti come: Konrad Witz, Veronese, Rubens, Pissarro, Monet, Cézanne, Bonnard, de Vlaminck, Picasso, Braque, Giacometti e Bram van Velde. Sono presenti inoltre opere di Liotard, Calame, Corot, Hodler e Vallotton, e degli artisti contemporanei svizzeri quali Markus Raetz, Olivier Mosset e Armleder.
Uno dei dipinti più interessanti è la pala d'altare di Konrad Witz (1444), una delle ultime opere d'arte che ornarono la Cattedrale di Ginevra prima della Riforma protestante. Nel dipinto è rappresentata la pesca miracolosa ambientata nel porto di Ginevra, in cui sono presenti le figure di Cristo e San Pietro.
Nel museo è presente una preziosa scultura in marmo di Antonio Canova, Venere e Adone, eseguita negli anni 1789-1794, per il palazzo napoletano del Marchese Francesco Berio di Salza. Venne successivamente acquistata da Guillaume Favre, il nonno di William Favre, illustre cittadino di Ginevra che nel 1917 offrì la sua tenuta di famiglia, Villa La Grange, per esposizioni di oggetti d'arte e mobili.

### Arti applicate
La sezione dedicata alle arti applicate contiene reperti dell'arte Bizantina, icone e armi Medievali e Rinascimentali, inoltre sono presenti collezioni di gioielli, argenteria, strumenti musicali e tessuti (arazzi, pizzi e costumi). Gli interni e la mobilia di alcune stanze del castello di Zizers sono state interamente ricostruiti all'interno del museo in una sezione dedicata. La sala delle Armature ospita armi e armature risalenti al XV, XVI e XVII secolo, in particolare sono presenti reperti della battaglia dell'Escalade, durante il quale la città resistette alle truppe d'assalto del Duca di Savoia nel 1602. Le collezioni di orologi, gioielli, miniature e smalti del Musée de l'horlogerie attualmente chiuse al pubblico, riflettono il legame con il mondo bizantino e sono un altro punto di forza del museo.